# Mensenvlo
De mensenvlo (Pulex irritans) is een kosmopolitisch levende vlooiensoort, die ondanks zijn naam op een groot aantal gastheren leeft.

## Leefwijze
De mensenvlo bijt veel zoogdieren en vogels, waaronder gedomesticeerde. De soort is aangetroffen op honden en wilde hondachtigen, op apen in gevangenschap, opossums, huiskatten, op wilde katachtigen in gevangenschap, op kippen, zwarte ratten en bruine ratten, op wilde knaagdieren, zwijnen, bulvleermuizen en andere diersoorten. Het is vaak een intermediair voor de hondenlintworm. In West-Europa komt de mensenvlo vrijwel niet meer voor. De pest werd overigens niet overgebracht door de mensenvlo maar door de rattenvlo.

## Verspreiding en leefgebied
Pulex irritans is een van de zes Pulex-soorten maar de andere vijf soorten leven vooral in het nearctisch en neotropisch gebied. Er wordt wel aangenomen dat Pulex irritans oorspronkelijk afkomstig is uit Zuid-Amerika, waar de oorspronkelijke gastheer een cavia of een pekari was.

## Amusement
In het vlooientheater werd voornamelijk met mensenvlooien gewerkt. Voor het rekruteren van vlooien voor het vlooientheater kwamen de wijfjes van de mensenvlo en de egelvlo in aanmerking. De mannelijke vlooien zijn te klein en te zwak, dit gold ook voor beide geslachten van andere vlooiensoorten zoals de honden- en kattenvlo. Voor de verscheidene kunstjes werden springers dan wel lopers gebruikt, afhankelijk van de gebruikte truc.

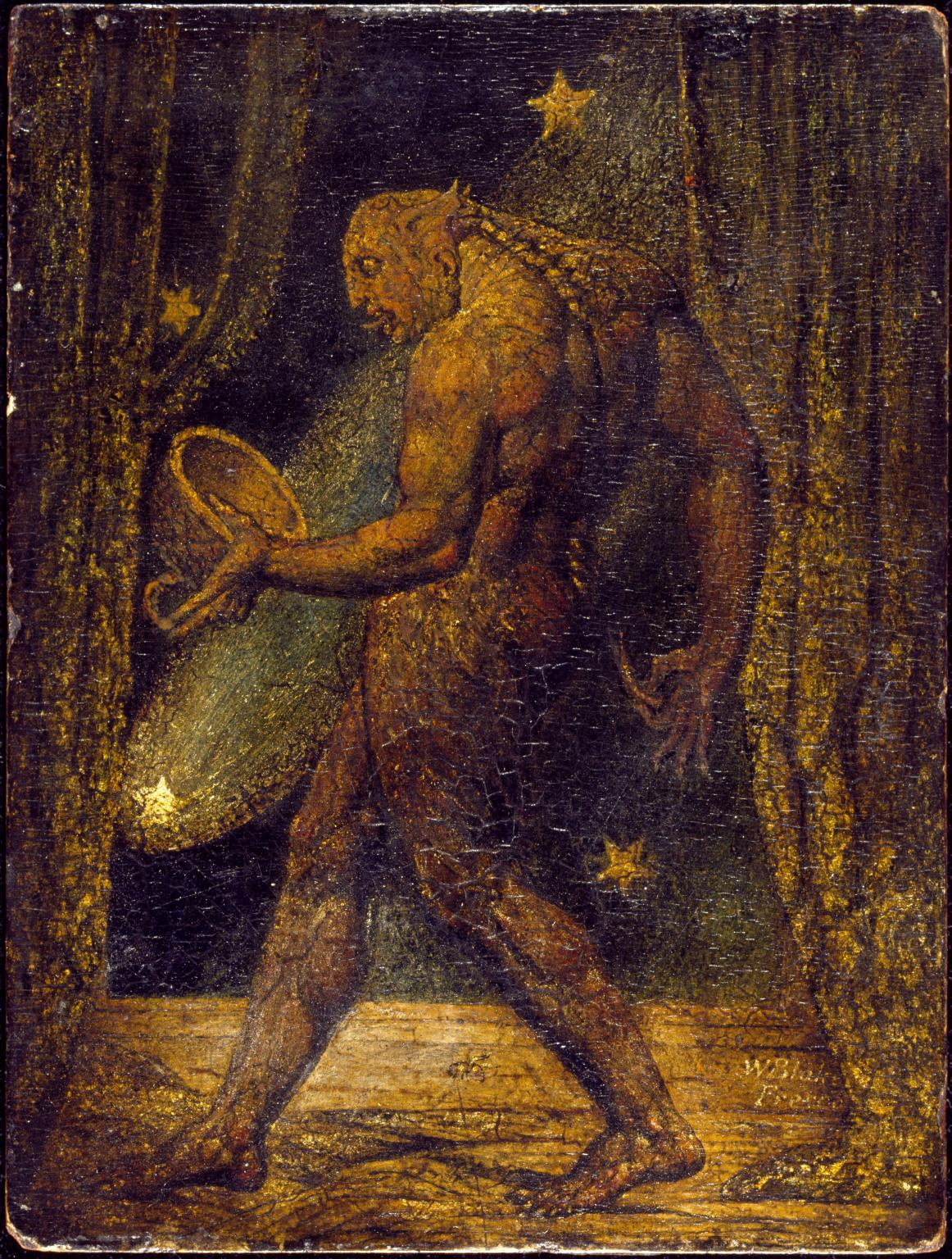
De geest van een vlo door William Blake